# سیارک ۱۲۹۷۵
سیارک ۱۲۹۷۵ (به انگلیسی: 12975 Efremov، نامگذاری:1973SY5) دوازده هزار و نهصد و هفتاد و پنجمین سیارک کشف شده‌است که در ۲۸ سپتامبر ۱۹۷۳ کشف شد.
قدر مطلق سیارک برابر ۲۸.۲ است.